# حماملو
حماملو هي قرية في مقاطعة ورزقان، إيران. عدد سكان هذه القرية هو 135 في سنة 2006.